# Antun Kolundžić
Antun Kolundžić, hrvaški general, * 9. november 1905, † ?.

## Življenjepis
Pred drugo svetovno vojno je bil stotnik 1. razreda v VKJ. Med vojno je bil na več štabnih položajih; po vojni je bil med drugim tudi načelnik Vojne šole VVA JLA.
Končal je šolanje na VVA JLA.